# Rușețu
Rușețu è un comune della Romania di 4 080 abitanti, ubicato nel distretto di Buzău, nella regione storica della Muntenia.
Il comune è formato dall'unione di 2 villaggi: Rușețu e Sergent Ionel Ștefan.